# Nicolaus Cusanus
Latinosan elterjedt nevén Nicolaus Cusanus, Nicolaus de Cusa (németül: Nikolaus von Kues), magyarosan cusai Miklós, családi nevén Nikolaus Chrypps vagy Krebs (Bernkastel-Kues, 1401. – Todi, 1464. augusztus 11.), német bíboros, teológus, filozófus és természettudós.

## Életpályája
A Mosel-menti Kuesban született Henne Krebs hajós kereskedő gyermekeként. Később szülővárosának latinosított nevét (Cusa) vette fel. A deventeri kolostori iskola elvégzése után a heidelbergi egyetemen filozófiát, Páduában kánonjogot, fizikát, és matematikát tanult. Raimundus Lullust tekintette mesterének. Rövid ideig Mainzban volt ügyvéd, majd az egyházi pályára lépett. 
A Trieri főegyházmegye képviselőjeként részt vett a bázeli zsinaton (1431–1438), ahol az egyetemes zsinat elsőbbségét hangsúlyozta a pápával szemben (konciliarizmus), de a klérus és a szerzetesség fegyelmének lazulását látva megváltoztatta nézetét, és IV. Jenő pápa mellé állt. Síkra szállt a keresztény egyházak újraegyesítésének, és az egyházi fegyelem megszilárdításának gondolata mellett. Vezetője volt 1438-ban a bizánci udvarba küldött pápai követségnek, majd VIII. János bizánci császár követeit is ő kísérte Bizáncból Itáliába. Az elkövetkező években apostoli vizitátor, majd pápai legátus volt a német birodalmi gyűléseken. 1448-ban V. Miklós pápa bíborossá emelte, majd 1450-től a Brixeni egyházmegye püspöke lett. IV. Jenő pápa és V. Miklós pápa törekvéseit támogatva egyházi reformokat szorgalmazott, és a német egyházmegyékben sikerült is ezeket bevezetnie. 
1458-ban lemondott a püspökségről és Rómába ment, ahol fontos diplomáciai feladatokat teljesített és terveket dolgozott ki az egyház megújítására. Reformtörekvései miatt 1460-ban Zsigmond, tiroli herceg fogságba vetette, amiért II. Piusz pápa kiközösítette a herceget. 1464-ben halt meg az umbriai Todiban. Kérésére testét Rómában, szívét pedig Kuesban, az általa alapított „Cusanusstift” (Szent Miklós-kórház) kápolnájának oltárában helyezték el. Ez a karitatív intézmény máig fennáll, és Cusanus bíboros céljait igyekszik megvalósítani.

## Filozófiája
Filozófiai rendszere szigorú platonizmusában Ockham, Duns Scotus és Eckhart mester gondolatait is beleépítette. Minden területen az ellentétek kiegyenlítésének magasabb elvét kereste. Filozófiai műveiben matematikai fogalmak is előfordulnak, de vannak matematikai témájú írásai is.
|  | „ ... Amikor visszatért Konstantinápolyból, ahol pápai követként tartózkodott 1438-ban, ráeszmélt filozófiájának alapelvére: a coincidentia oppositorum-ra. Minden, ami létezik, azáltal él és hat, hogy két ellentét keresztezési pontja. Ilyen coincidentia oppositorum Isten, aki maga az abszolút maximum, mert ő az átfogó végtelenség, s egyúttal maga az abszolút minimum, mert benne van mindenben, a legkisebb dologban is. Coincidentia oppositorum a világ, amely az egyes lényekben mérhetetlen sokaságot, mint egész azonban egységet alkot. Coincidentia oppositorum minden egyéniség, mert nemcsak benne foglaltatik a mindenségben, hanem az egész mindenség is benne foglaltatik. In omnibus partibus relucet totum. Coincidentia oppositorum az ember, aki mint mikrokozmosz, parvus mundus, magában egyesít minden elképzelhető ellentétet: a halandóságot és istenséget, s még hozzá tud erről az összekapcsolódásról. Coincidentia oppositorum végül maga Cusanus, aki összebékítette a vallást és a természettudományt, az egyházatyákat és a misztikát, gondos megőrzője a réginek, és lángoló hirdetője az újnak, világfi és istenkereső, eretnek és bíboros, az utolsó skolasztikus és az első modern. ...” |
|  | – Egon Friedell: Az újkori kultúra története - (1928) - ford. Vas István |

### A megismerés
Cusanus szerint a számolás és mérés feltétele (unum) nem ragadható meg. A mérés modelljéből pedig a létezők elvét akarja leolvasni. Filozófiájának egyik szembeötlő tétele éppen ezért a "docta ignorantia". A megismerés lehetőségének végső feltételét, Istent – így a dolgok lényegét sem ismerhetjük meg közvetlenül – vallja a negatív teológia tételét. Az adekvát ismeret nem tökéletes és teljes. A megismerés folyamata véget nem érő út: kísérlet a lét megismerésére. Nem áll azonban meg a tagadásnál: tudásunk eléri a létet, de elmarad mögötte. Két korszak határán állva elfogadja a skolasztikából azt, hogy lehetséges igaz megismerés, az újkori filozófiából pedig azt, hogy éppen az igazság követeli meg a kritikus gondolkodást.
Cusanus fogalmi ismerettel szembeni szkeptikus magatartását nem annyira a nominalizmus, mint inkább a misztikus tapasztalat és a matematikai nyilvánvalóság élménye sugallta.
Cusanus filozófiájának másik fontos eleme az apriorizmus. Az unum megelőzi valamennyi ismeretünket: a tapasztalás lehetőségének feltételeként nem származhat sem a tapasztalásból, sem az absztrakcióból. Az értelem (mens) az isteni szellem képmása, az ellentétek egysége, melyből kifejthető a sokféleség. Így a szellemnek két képessége van: a ratio vagy értelem (a megkülönböztetés, elhatárolás, a következetes gondolkodás) és az intellectus, az ész (az egység, a végtelen megragadása). „Úgy viszonyul az ész az értelemhez, mint maga Isten az észhez”
(De coniecturis, I, 6). Végső soron az intellectusnak köszönhetően tehetünk szert igaz ismeretre.
Filozófiájának harmadik alapgondolata a dialektika. Legnagyobb felfedezésének azt tartotta, hogy a végtelenben egybeesnek a földi sokaságtól elválaszthatatlan ellentétek (coincidentia oppositorum). Az értelem (ratio) – sokféle szabályával és fogalmaival – az ész (intellectus) végtelen egységének a kibontakozása. Mindebből levezethető a világról vallott felfogása is.

## Isten, világ, ember
Istenben mint az ellentétek hordozójában rejtőzik csíraszerű, lehetőségi állapotban, a komplikáció állapotában mindaz a sokféleség, ami a tér és idő világában kifejlődik, vagyis az explikáció állapotába jut. Isten a fejlődési lehetőségekhez viszonyítva nemcsak lét, hanem lehetőség is.
Isten mindenütt, a világ minden egyes részében jelen van, benne
van az egész, mert Isten minden mindenben. Így a világ is végtelen, de nem bensőleg-aktuálisan, mint Isten, hanem külsőleg, amennyiben a végtelen Isten hasonmásaként nincs határa. Nézete azonban nem panteizmus, hanem platonizmus.[forrás?]
Filozófiájából következik, hogy a Föld nem a Világegyetem középpontja; ebben a tekintetben Kopernikusz és Kepler előfutára. A mérés szerepéről, jelentőségéről vallott nézetei révén a modern, mérésen alapuló természettudományos gondolkodásnak is előfutára.
Az ember célja a végtelen, felfoghatatlan, elrejtett Isten. Hat rá azonban a fennmaradásra, megmaradásra, faja szerinti tökéletességre irányuló világi hajtóerő. A végtelen és a tökéletes iránti vágyódása Krisztusban, az istenemberben teljesedhet be; hogy igazán ember legyen. A Krisztusban való hit által véli Cusanus a vallási, felekezeti ellentéteket is kibékíteni, aminek az érdekében töretlenül fáradozott.

## Hatása a tudományra
Értekezett a végtelenül nagy és végtelenül kicsi számokról. Kopernikusz előtt állította, hogy a Föld a Nap körül kering. Galilei előhírnökeként a fizikában jelentősnek tartotta a kísérletezést és a matematikát. Giordano Bruno előtt hirdette, hogy a csillagok napok és a Világegyetem végtelen. A matematikában a kör kerületének kiszámításában használta a 3,14 értéket.

### Legfontosabb filozófiai művei
- De docta ignorantia (1440)
- Idiota de sapientia (1450)

### További művei
- De concordantia catholica (1432)
- Reparatio Kalendarii (1436)
- De coniecturis (1443)
- De Deo abscondito, De quaerendo Deum, De filiatione Dei, De dato Patris luminum (1445)
- 11 matematikai mű (1445–59)
- Coniectura de ultimis diebus (1446)
- De Genesi (1447)
- Apologia doctae ignorantiae (1449)
- De pace fidei, De visione Dei (1453)
- De aequalitate, De principio (1459)
- De Posseso (1460)
- Cribratio Alcoran, De non aliud (1461)
- De venatione sapientiae, De ludo globi (1462)
- Compendium (1463)
- De apice theoriae (1464)

## Magyarul megjelent művei és általános irodalom

### Magyar nyelvű fordítások
- A tudós tudatlanság, Paulus Hungarus – Kairosz Kiadó, Budapest, 1998 (fordította: Erdő Péter)
- Miatyánk. Írások és szentbeszédek, Farkas Lőrinc Imre Könyvkiadó, Budapest, 2000 (fordította: Révész Mária Magdolna) [Egy évvel később, 2001-ben változatlan tartalommal Az együgyű ember és a bölcsesség címen jelent meg újra, ugyanennél a kiadónál.]
- A rejtett Istenről (De Deo abscondito), Kairosz Kiadó, Budapest, 2008 (fordította: Alácsi Ervin János)
- De pace fidei – A hit békéjéről. Latin és magyar nyelvű kiadás, Kvintesszencia Kiadó, Debrecen, 2016 (fordította: Németh Bálint, Umenhoffer István)
- A hit békéje; ford., jegyz. Bakos Gergely, ford. lektorálás Mezei Balázs, Szeiler Zsolt, tan. Paul Richard Blum; Szent István Társulat, Bp., 2017 (Fides et ratio)
- Idiota de sapientia / Az együgyű a bölcsességről; ford., jegyz., bev. Bakos Gergely; Vigilia, Budapest, 2021 (Keresztény mesterek)

#### Szakirodalom
- Sándor Pál: Nicolaus Cusanus, Gondolat Kiadó, Budapest, 1965
- Kurt Flasch: Nicolaus Cusanus és kora, Szent István Társulat, Budapest, 2009 (fordította Kiss Dorottya és Pap Krisztina)
- Balázs József: Nicolaus Cusanus és az iszlám, In: Egyháztörténeti Szemle, 2011. 2. sz. 39–53. o. Online elérésː http://www.uni-miskolc.hu/~egyhtort/cikkek/balazsjozsef.htm Archiválva 2020. július 13-i dátummal a Wayback Machine-ben
- Bolberitz Pál: A magyar filozófia kezdetei. Nicolaus Cusanus recepciója Laskói Csókás Monedolatus Péter "De homine" c. művében. Elhangzott a Magyar Tudományos Akadémia Felolvasó termében 2003. november 25-én; Szt. István Akadémia, Budapest, 2004